# Obed

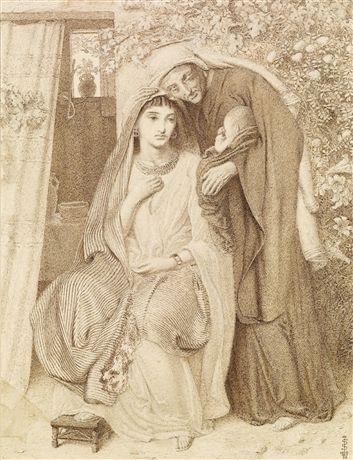
Rut, Naomi och Obed, målad av Simeon Solomon 1860.

Obed (hebreiska עובד, Oved) var enligt Gamla Testamentet son till Boas och Rut (Rut 4:21-22), far till Jishaj och Davids farfar.
I de kristna skrifterna är han en av Jesu förfäder genom den ovannämnda stamtavlan funnen i evangelierna.
Namnet Obed är besläktat med det arabiska "Abd", med betydelsen "tjänare, slav".